# USS Parker (DD-604)
DD 604 Parker (Корабль соединённых штатов Паркер) — американский эсминец типа Benson.
Заложен на верфи Bethlehem Steel, Staten Is 9 июня 1941 года. Спущен 12 мая 1942 года, вступил в строй 31 августа 1942 года.
Выведен в резерв 31 января 1947 года. Из ВМС США исключён 1 июля 1971 года.
Продан 25 мая 1973 года фирме «Southern Scrap Material Co. LTD.» в Новый Орлеан и разобран на слом.